# Seiken

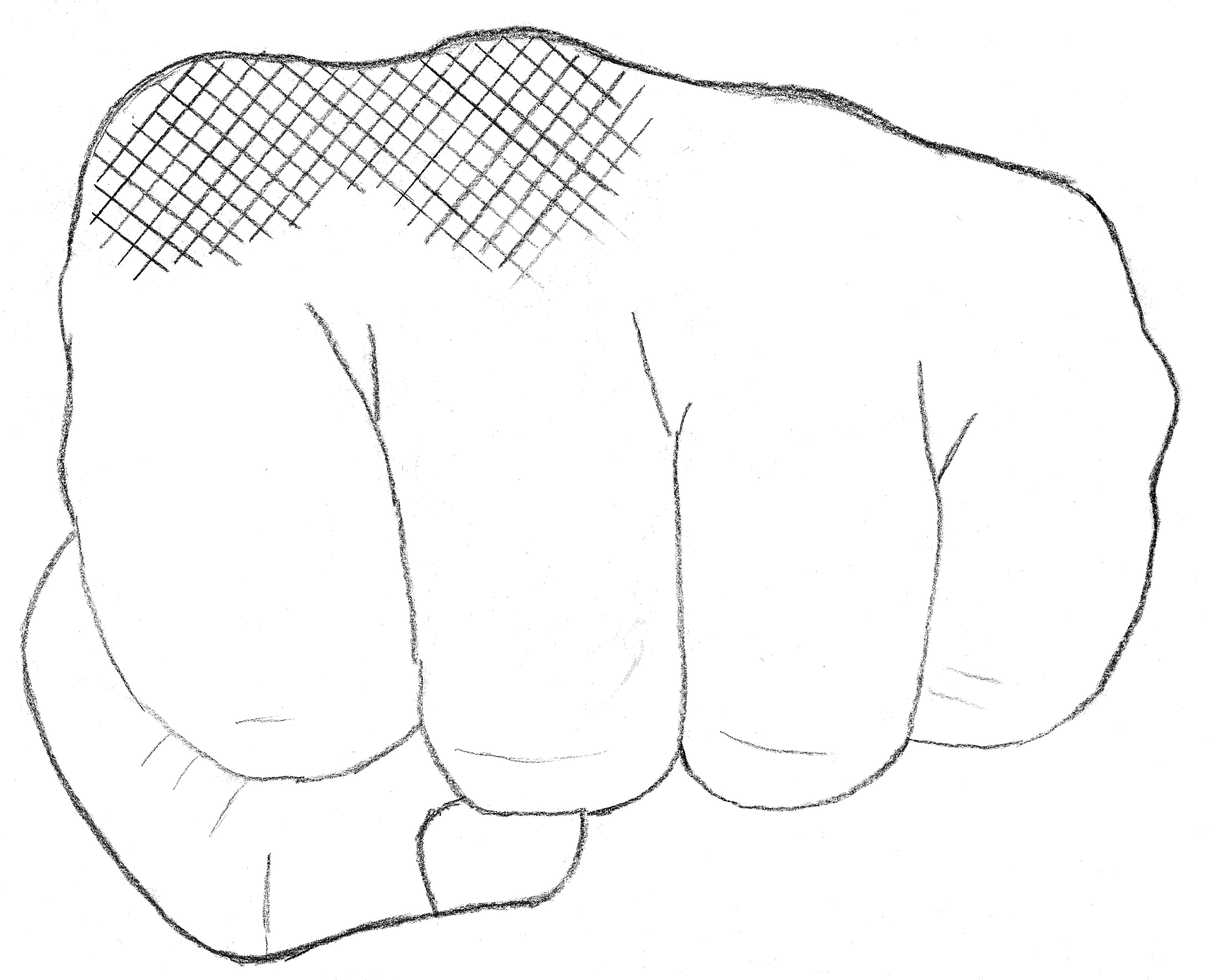
Cop Seiken i la seva zona colpejadora.

El seika (cap de vedell) és un cop simple de karate.
És un cop de karate considerat un puny normal o fonamental. S'arma tancant els dits entre si i replegant amb força el dit polze sobre les falanges dels dits índex i cor. Altres escoles repleguen el polze recolzant fermament sobre el dit índex, permetent així una major relaxació de la mà.
Sigui quina sigui la manera de situar el polze, quan es colpeja cal tractar de fer-ho amb els kento, és a dir les articulacions dels dits índex i cor. Les altres articulacions són més fràgils i no poden suportar impactes forts i repetits, encara que això no sigui excusa per descuidar, ja que en el transcurs de les baralles s'enganxa amb els quatre artells.
El puny, el canell i l'avantbraç han de formar un sòlida línia recta amb la finalitat de proporcionar solidesa al canell i aconseguir al mateix temps que el cop no sigui absorbit exclusivament amb el puny.